# Олтяну, Йоана
Йоана Олтяну (рум. Ioana Olteanu; 25 февраля 1966, Дрэкшеней) — румынская гребчиха, двукратная олимпийская чемпионка, серебряный призёр Олимпийских игр 1992 года в Барселоне. Четырёхкратная чемпионка мира. Почётный гражданин Бухареста (2000). Заслуженный мастер спорта Румынии.